# Cherrybomb
Cherrybomb è un film del 2009 diretto da Lisa Barros D'Sa ed interpretato da Rupert Grint e Robert Sheehan.

## Trama
La storia è ambientata a Belfast ed è incentrata sulla rivalità in amore tra Luke e Malachy, entrambi innamorati di Michelle, arrivata da poco in città. Annoiata e manipolatrice, Michelle incoraggia i due a darsi battaglia per vincere il suo cuore. Luke e Malachy faranno in fretta a trasformarsi da migliori amici a peggiori nemici, e quella che avrebbe dovuto essere una rilassante vacanza estiva, si trasforma in una folle corsa a base di alcol, sesso e droga che li condurrà a un tragico finale.

## Produzione e distribuzione
Le riprese iniziate il 7 luglio 2008 sono durate 4 settimane. Nonostante il film fosse stato completato da diversi mesi, a causa della mancanza di una casa di distribuzione cinematografica, il film non è arrivato nei cinema anglofoni fino a quando una petizione firmata da migliaia di fan di Rupert Grint ha reso possibile la distribuzione dal 23 aprile 2010.